# 器量
| ウィキペディアには「器量」という見出しの百科事典記事はありません（タイトルに「器量」を含むページの一覧/「器量」で始まるページの一覧）。 代わりにウィクショナリーのページ「器量」が役に立つかもしれません。 |